# Malawig
Malawig es un barrio rural  del municipio filipino de primera categoría de Corón perteneciente a la provincia  de Paragua en Mimaro,  Región IV-B.

## Geografía
Este barrio  se encuentra en  la Isla Busuanga la más grande del Grupo Calamian, donde se encuentra su ayuntamiento. Situado a medio camino entre las islas de Mindoro (San José) y de Paragua (Puerto Princesa),  el Mar de la China Meridional a poniente y el mar de Joló a levante. Al sur de la isla están las otras dos islas principales del Grupo Calamian: Culión y  Corón.
Su término forma una península que linda al norte, este y oeste  con el estrecho de Mindoro,  bahía de Minangas, cerrada por isla Sinul; al sur con los  barrios de Decabobo y de Buenavista.
Su término comprende la isla de Sinul y los sitios de Dicaltom, Longaon y Malawig.

### Demografía
El barrio  de Malawig contaba  en mayo de 2010 con una población de 556 habitantes.